# Сражение при Шмидмюлене
Сражение при Шмидмюлене (нем. Schlacht bei Schmidmühlen) или сражение при Эмхофе произошло к югу от Амберга недалеко от города Шмидмюлен во время войны за испанское наследство. 28 марта 1703 года там встретились баварские и имперские войска. Битва завершилась победой баварской армии.

## Перед сражением
Баварский курфюрст Максимилиан II Эмануэль в самом начале войны за испанское наследство проводил наступательную стратегию. В ходе нескольких кампаний в феврале 1703 года было завоевано герцогство Пфальц-Нейбург. Вместе со своими собственными баварскими владениями в Верхнем Пфальце он, таким образом, создал очень хорошую отправную базу для угрозы территориям Франконского имперского округа.
Когда имперская армия под командованием генерала Штирума выступила против Баварии с запада, к этой армии присоединились войска Франконского округа под командованием генерал-фельдмаршала Георга Фридриха маркграфа Бранденбург-Ансбахского. Вместе они 8 марта 1703 года отразили контратаку баварцев под Дитфуртом, а затем 17 марта захватили баварскую крепость Ноймаркт. После дальнейшего продвижения на восток 26 марта был освобожден Фельбург в Курпфальце.
Тем временем, однако, подошел баварский курфюрст со своей основной армией. Он разгромил к юго-востоку от Пассау имперскую армию генерала Шлика, которая продвигалась против Нижней Баварии, и, перейдя через Дунай, теперь двигался форсированными маршами на север.
Баварские войска и имперско-франконские части столкнулись к югу от Шмидмюлена, где река Фильс протекает прямо вдоль восточной границы района Ноймаркт. Местом стычки стал Эмхоф, деревня к югу от Шмидмюлена.
Маркграф Георг Фридрих переплыл Фильс с 400 всадниками, и ему удалось 27 марта восстановить мост и взять под свой контроль замок и городок Эмхоф с помощью четырех батальонов и 16 эскадронов. Продолжая продвигаться, они встретили баварские войска генерала Вейкхеля возле Ланценрида, которые наступали на Шмидмюлен. Четыре баварских эскадрона и два батальона смогли выйти к Шмидмюлену, который австрийцы обстреляли из артиллерии, но безуспешно.

## Ход сражения
После того как Максимилиан II узнал об этих событиях, он собрал прибывшие до полуночи войска и в час ночи 28 марта двинулся из Бургленгенфельда в Эмхоф.
Рано утром он стоял с кавалерией в Ланценриде и с пехотой и артиллерией в походном порядке в лесу к востоку от Эмхофа. Граф Арко двинулся на городок с 500 гренадерами и тремя батальонами; большая часть пехоты последовала за ним через лес. Шесть орудий заняли позиции юго-восточнее Эмхофа и обстреляли лагерь австрийской кавалерии западнее Эмхофа, которая с большими потерями бежала на высоты.
Затем 500 гренадеров атаковали часть Эмгофа на левом берегу и заставили забаррикадировавшийся там авангард франконцев и австрийцев отступить. Во время отступления мост рухнул, часть солдат была отрезана, и те, кто не смог перебраться через реку, были заколоты. В бою был смертельно ранен и сам марграф. В результате боя погибло 700 и было ранено 400 человек.

## Результаты
После этого сражения генерал Штирум отступил в Ноймаркт. Максимилиан II занял 500 людьми Эмхоф и расположился лагерем с основной частью армии на высотах у Фильса. 1 апреля он продвинулся через Шмидмюлен и 2-го достиг Гогенбурга. Однако баварский курфюрст не смог воспользоваться достигнутой им победой, и ему пришлось отступить из-за угрозы своей южной территории. В результате большая часть Верхнего Пфальца осталась оккупированной имперскими войсками и прямая угроза Франконскому имперскому округу была ликвидирована.